# Університет штату Північна Кароліна
Університет штату Північна Кароліна у Ралі (англ. North Carolina State University at Raleigh, NCSU) — державний дослідницький університет у місті Ралі, Північна Кароліна, США. Один з провідних технічних вишів США. Входить до системи Університету Північної Кароліни. Поряд із Дюкським університетом й Університетом Північної Кароліни у Чапел-Гілл є одним з кутів «дослідницького трикутника».
Університет було засновано 7 березня 1887 року як Коледж сільського господарства й механічних мистецтв. Нині у виші навчається близько 34 000 студентів, що робить його найбільшим університетом у штаті. Випускники можуть отримати ступінь бакалавра за 106 дисциплінами, ступінь магістра — за 104 дисциплінами та ступінь доктора філософії — за 61 дисципліною.
2012 року у рейтингу найкращих вишів США за версією US News & World Report університет зайняв 100-те місце

## Відомі викладачі
- Ліза Левін — американська океанологиня, глибоководна біологиня та екологиня.